# Fox Channel

Das Senderlogo von Fox HD

Fox Channel war ein Pay-TV-Sender, der vor allem internationale Serien als Premieren im deutschsprachigen Raum ausstrahlte. Der Sender war in Deutschland, Österreich und der Schweiz verfügbar. Betreiber war die in München ansässige Fox Networks Group Germany GmbH.

## Geschichte
Am 10. März 2008 reichte die Tochterfirma von Rupert Murdochs News Corporation, Fox Entertainment, den Antrag auf die Sendelizenz der Fox International Channels Germany GmbH bei der Medienanstalt Berlin-Brandenburg ein. Zuvor stieg Murdoch schon bei VOX, tm3 und 2008 bei Premiere ins deutsche Fernsehen ein.
Der zweite Fox-Sender nach National Geographic in Deutschland benötigte primär Verbreitungsmöglichkeiten, so wurden im Frühjahr 2008 bereits mehrere Gespräche mit Pay-TV-Anbietern geführt. Überraschend stellte sich heraus, dass die Ausstrahlung des Fox Channel vorerst nicht bei Premiere geplant war, wo die News Corporation mit 19,9 Prozent beteiligt war. Gesichert wurden Verträge mit Arena und Unitymedia.
Am 10. April 2008 gab die Kommission zur Ermittlung der Konzentration im Medienbereich grünes Licht für die Aufschaltung des Senders. Am 19. Mai 2008 wurde der Spartensender auf die arenaSAT-Plattform aufgeschaltet und am darauffolgenden Tag in das Unitymedia-Kabelnetz eingespeist. Am 3. August 2008 unterzeichnete Premiere die Verträge zum Sendestart am 4. Oktober 2008.
Am 23. Oktober 2017 erzielte der Pay-TV-Sender die bislang höchsten Einschaltquoten. Die erste Folge der achten Staffel der Serie The Walking Dead erreichte 510.000 Zuschauer und einen Marktanteil von 1,6 Prozent. Bei den 14- bis 49-Jährigen erzielte der Sender einen Marktanteil von 4,2 Prozent.
Ab dem 23. März 2020 war der Sender durch ein Angebot von Sky Deutschland, das die Pakete Sky Cinema und Sky Entertainment wegen der COVID-19 für einen Monat freigab, für alle Sky-Deutschland-Kunden verfügbar.
Der Sender wurde zum 30. September 2021 eingestellt.

## Fox HD
Seit Oktober 2010 wurde Fox HD als ein Simulcast des Fox Channel verbreitet. Der HD-Sender wurde seit dem 1. November 2010 von Unitymedia ausgestrahlt. Im Laufe des Jahres folgten weitere Kabelnetzbetreiber. Seit dem 15. Oktober 2011 war der hochauflösende Sender auch über Sky empfangbar.
Fox HD sendete in 1080i-Auflösung.

## Empfang
In Deutschland konnte der Sender über die Bouquets der Kabelnetzbetreiber Vodafone Kabel Deutschland, PŸUR und Unitymedia empfangen werden. Zudem wurde er von Sky über Kabel und via Satellit verbreitet. Der Anbieter Vodafone verbreitete den Sender über seine IPTV-Plattform.
Seit dem 31. August 2016 wurde der Sender bei Telekom über Entertain verbreitet. Der Sender war im Film-Paket und im Big-Tv enthalten.
In Österreich wurde Fox Channel von Sky über Kabel und Satellit angeboten. A1 Telekom Austria verbreitete den Sender per IPTV.
In der Schweiz wurde der Sender über den Kabelanbieter UPC Schweiz verbreitet. Eine IPTV-Übertragung war über den Pay-TV-Anbieter Teleclub möglich.

## Programm
Das Programm konzentrierte sich vor allem auf die Erstausstrahlung von US-Serien. Der Fox Channel hielt unter anderem ab der vierten Staffel die Rechte an Lost, so wie den Serien Carnivàle, Die Sopranos, Entourage, Greek, Las Vegas, Lass es, Larry!, Practice – Die Anwälte, Reaper – Ein teuflischer Job und The West Wing – Im Zentrum der Macht.
Seit dem 3. November 2008 war der Fox Channel 24 Stunden täglich zu empfangen. Zuvor wurde das Programm 18 Stunden täglich ausgestrahlt. Alle Serien wurden ohne Werbeunterbrechung und mit deutscher und englischer Tonspur ausgestrahlt. Bis Anfang 2009 sollte das Programm in 16:9 und Dolby Digital ausgestrahlt werden. Die Umstellung auf 16:9 erfolgte am 1. April 2009.
Seit 2014 wurde zur Steigerung der Zuschauer-Verweildauer der Abspann von Sendungen geschnitten und stattdessen Eigenwerbung gesendet.

### Serien
Erstausstrahlungen
- Atlanta
- American Horror Story
- Blue Bloods – Crime Scene New York
- Da Vinci’s Demons
- Deep State
- Doctor Who
- Drop Dead Diva
- Legion
- Nashville
- Outcast
- Ray Donovan
- Rocco Schiavone
- Shameless
- Snowfall
- Suits
- The Big C
- The Gifted
- The Good Fight
- The Night Shift
- The Walking Dead
- Undercover
- Wayward Pines
- 11.22.63 – Der Anschlag
- Ashes to Ashes – Zurück in die 80er
- Drop Dead Diva
- Hotel Babylon
- Lass es, Larry!
- Law & Order: UK
- Lost
- Mad Men
- Medium – Nichts bleibt verborgen
- Salamander
- Skins – Hautnah
- Sleepy Hollow
- Spooks – Im Visier des MI5
- Silent Witness
- Strike Back
- The Listener – Hellhörig
- The West Wing – Im Zentrum der Macht
- The Wire

Wiederholungen
- Death in Paradise
- The Defenders
- Dirty Sexy Money
- Entourage
- Good Wife
- Hawaii Five-0
- How I Met Your Mother
- Hung – Um Längen besser
- JAG – Im Auftrag der Ehre
- Kojak – Einsatz in Manhattan
- Law & Order
- Longmire
- Magnum
- MacGyver
- Die Nanny
- Navy CIS
- Navy CIS: L.A.
- Prison Break
- Rules of Engagement
- Sex and the City
- Simon & Simon